# Honorata Skarbek
Honorata Skarbek, nota anche con lo pseudonimo di Honey (Zgorzelec, 23 dicembre 1992), è una cantante polacca.

## Biografia
Honorata Skarbek ha avviato la sua carriera con il nome d'arte di Honey, pubblicando l'album di debutto eponimo nel 2011 (con successiva ristampa con aggiunta di tracce bonus). Il disco è stato certificato disco d'oro dalla Związek Producentów Audio-Video per aver venduto più di 15 000 copie a livello nazionale e ha fruttato alla cantante un premio Viva Comet come Debutto dell'anno nella cerimonia del 2012.
Il secondo album, Million, è stato pubblicato sotto il nome reale della cantante ed è anch'esso certificato disco d'oro. È stato successivamente ristampato per includere nuove tracce. Il 25 marzo 2013, poche settimane prima della pubblicazione del disco, Honorata Skarbek ha aperto il concerto di Justin Bieber a Łódź.
Nel 2015 è uscito il terzo disco, intitolato Puzzle. Uno dei suoi singoli, Naga, ha vinto il premio per il Video dell'anno allo Young Stars Festival 2015. Il quarto album, Sunset, è stato pubblicato nel 2018 e ha debuttato alla 27ª posizione nella classifica polacca, il suo migliore risultato.

## Discografia

### Album
- 2011 - Honey
- 2013 - Million
- 2015 - Puzzle
- 2018 - Sunset

### Singoli
- 2011 - No One
- 2011 - Runaway
- 2011 - Sabotage / Sabotaż
- 2012 - LaLaLove
- 2012 - Come Closer / Hard Drive
- 2013 - Don't Love Me
- 2013 - Nie powiem jak
- 2013 - Insomnia
- 2013 - Fenyloetyloamina
- 2014 - GPS
- 2014 - Naga
- 2015 - Damy radę
- 2015 - Morze słów
- 2015 - Święta cały rok
- 2017 - Na koniec świata
- 2018 - Zasady
- 2018 - Tylko mój (con Marta Gałuszewska ed Ewelina Lisowska)
- 2018 - Świat jest nasz
- 2018 - Chora (feat. Wdowa)
- 2019 - Friendzone
- 2019 - IYO (feat. Iwaro)